# Affaire Lucien-Gilles de Vallière
Pour les articles homonymes, voir de Vallière.
 (mars 2020).
 (mars 2020).
Si vous disposez d'ouvrages ou d'articles de référence ou si vous connaissez des sites web de qualité traitant du thème abordé ici, merci de compléter l'article en donnant les références utiles à sa vérifiabilité et en les liant à la section « Notes et références ».
L'affaire Lucien-Gilles de Vallière est une affaire criminelle française.
Lucien-Gilles de Vallière a tué Sophie Bouvier, âgée de 10 ans, le 13 mars 1986, à Annemasse. Il est également l'auteur d'au moins dix autres attaques, perpétrées à Annemasse et Genève, entre 1985 et 1991.
Confondu par la police en mars 1991, Vallière fut surnommé le Monstre d'Annemasse par la presse, puis l'Assassin aux cordelettes par des documentaires judiciaires,.
Vallière est condamné, le 9 décembre 1993, à la réclusion criminelle à perpétuité assortie d'une période de sûreté de 30 ans. Il forme un pourvoi en cassation, reçu par la Chambre criminelle. Le 12 octobre 1994, sous le motif que la période de sûreté de 30 ans ne pouvait s'appliquer pour les crimes antérieurs à la décision du Conseil constitutionnel n° 86-215 DC du 3 septembre 1986. Celle-ci a donc a été réduite à 22 ans, par le biais de la cassation sans renvoi,,,.

## Biographie
Lucien-Gilles de Vallière est né le 25 octobre 1967 à Hésingue,. Son père est un professeur de mathématiques, « froid de caractère ». Il est fils unique, couvé par sa mère.
En 1976, à l'âge de 9 ans, il est violé par un inconnu, qui l'entraîne dans une cave le force à lui pratiquer une fellation. Vallière est traumatisé par l'agression et par l’indifférence de ses parents ; il commence à se brosser les dents excessivement,,,.
Il quitte le Haut-Rhin, en 1979, pour Annemasse. Il commence à se grimer en fille, puis à se bâillonner lui-même. Ce fantasme le poursuit plusieurs années. Ses parents se séparent en 1982. Vallière décide de rester chez sa mère,,,,.
En 1984, sa mère découvre ses habits féminins et décide de les jeter. Vallière commence à reproduire son « scénario » sur des fillettes,,,,.
Il obtient son baccalauréat en juillet 1986. Il part à Genève commencer des études de chimie. Il abandonne cette formation en 1987. Il retourne vivre chez sa mère, commence des études d'informatique, qu'il suivra jusqu'à son arrestation, en 1991,,.

## Affaire

### Début de l'enquête
Le 13 mars 1986, vers 16h30, Lucien-Gilles de Vallière, âgé de 18 ans, s'introduit chez Sophie Bouvier, 10 ans, alors qu'elle est seule dans l'appartement de ses parents à Annemasse. Il l'emmène dans la chambre parentale, il la déshabille et lui fait subir des attouchements. Vallière va dans la salle d'eau, fait couler un bain et plonge la tête de Sophie dans la baignoire. Elle meurt noyée.
La mère de Sophie, sur son lieu de travail, tente d’appeler sa fille au téléphone et s'inquiète de ne pas la joindre. Vers 17h, Guillaume Bouvier, le frère de la fillette, et son ami Jérôme, âgés de 13 ans, rentrent de l'école. Surpris de voir la porte fermée à clé, Guillaume ouvre l'appartement avec sa propre clé. Ils croisent Vallière, qui leur demande si Sophie est rentrée, puis quitte l'appartement. Le téléphone retentit de nouveau : la mère des deux enfants s'inquiète de ne pas avoir de nouvelles de Sophie. Guillaume lui demande qui est ce jeune homme qui se trouvait chez eux. Mme Bouvier, alarmée, quitte son travail. Guillaume et Jérôme, qui cherchaient Sophie, la retrouvent bâillonnée et noyée dans la baignoire. Les deux adolescents la libèrent de ses liens, appellent les urgences, qui ne parviennent pas à la réanimer,,,,,.
Guillaume et Jérôme aident à dresser un portrait-robot de l'assassin. Une enquête pour assassinat et abus sexuel sur mineure de moins de 15 ans est ouverte le lendemain. La presse s'empare de l'affaire et surnomme l'assassin « le monstre d'Annemasse ». Le portrait-robot est diffusé et entraîne des centaines de dénonciations.
Début avril 1986, Jean-Luc Clouard, jeune journaliste, est placé en garde à vue. Il reconnaît être allé à Annemasse le jour du crime, dans le cadre de ses déplacements professionnels, mais nie avoir tué Sophie. Après plusieurs heures d'interrogatoires, il est mis hors cause et relâché, son emploi du temps étant confirmé,,.
Mi-avril 1986, un homme ressemblant au portrait-robot est surpris alors qu'il épiait l'école où était scolarisée Sophie. Placé en garde à vue, il est suspecté d'assassinat et d'abus sexuel sur mineure de moins de 15 ans. Il explique sa présence devant l'école en avouant être tombé amoureux d'une mère d'élève. Concernant le crime, il affirme avoir travaillé dans la banque qui l'emploie au moment des faits. Son alibi est vérifié, confirmé par les enquêteurs, qui le libèrent,,.

### Rapprochement avec d'autres affaires
Les enquêteurs font un rapprochement avec deux attaques antérieures commises dans des immeubles d'Annemasse.
Dans la première, Angélique, 8 ans, rentre à pied de l'école, le 21 juin 1985, lorsqu'elle est entraînée dans le sous sol de son immeuble. L'assaillant l'attache à l'aide d'une cordelette. Elle profite qu'il lui tourne le dos pour courir vers l'ascenseur. La cordelette qui lui serre le cou se coince dans la porte et bloque l’ascenseur. Angélique échappe à la strangulation, et l'assaillant s’enfuit,,,.
Dans l'autre attaque, Stéphanie, 12 ans, rentre de ses cours, le 14 décembre 1985, lorsqu'elle est entraînée dans le sous-sol de son immeuble. Son assaillant tente de l’étouffer, menace de la tuer si elle crie. La fillette se met à crier, l'assaillant essaie de l'étrangler. Stéphanie feint d'être morte et s’évanouit. À son réveil quelques minutes plus tard, son assaillant a pris la fuite. Après avoir déposé plainte, Stéphanie dresse un portrait-robot, mais l'enquête n'avance pas. C'est en mars 1986, que le portrait-robot réalisé de l'assassin de Sophie est montré à Stéphanie et qu'elle l’identifie comme son agresseur,,,,.

### Attaques postérieures
Trois années passent avant que le « monstre d'Annemasse » ne commette deux nouvelles attaques.
Sylvie, 15 ans, rentre des cours, un après-midi de janvier 1989, lorsqu'elle est attaquée par derrière dans l'entrée de son appartement. Son assaillant tente de la violer, l'adolescente se débat, un vase se brise, l'assaillant s'enfuit. Du chloroforme est retrouvé sur la scène de crime, sans que l'on puisse remonter jusqu'à l'acheteur,,,.
Nathalie, 21 ans, rentre d'une soirée en discothèque, dans la nuit du 19 au 20 août 1990, lorsqu'elle est attaquée par derrière, près d'un pont d'Annemasse. Son assaillant tente de la violer mais renonce dès lors que la jeune femme semble consentir. Souffrant d'un léger retard mental, Nathalie s'était perdue dans les rues d'Annemasse. Elle dira aux policiers que son agresseur portait un sac à dos,,,.

## Arrestation et incarcération
Dans la nuit du 24 au 25 mars 1991, vers 3h du matin, les policiers sont appelés pour un cambriolage. Arrivés sur place, ils croisent Vallière, qui prend la fuite. Vallière est rattrapé, interpellé. Dans son sac, on trouve du sparadrap, des cordelettes et une bombe lacrymogène. Questionné sur sa présence dans la rue à cette heure-ci, Vallière déclare être à la recherche des personnes l'ayant agressé quelque temps auparavant.
Convaincus que l'attirail du suspect est celui du meurtrier et agresseur que l'on recherche, les gendarmes perquisitionnent l'appartement de sa mère. Dans sa chambre, ils découvrent plusieurs coupures de presse concernant le « monstre d'Annemasse », ainsi que 4 200 clichés de jeunes femmes que Vallière prenait depuis la fenêtre de sa chambre.
Les gendarmes affirment à Vallière avoir assez d'éléments contre lui. Ils l'accusent d'être l'auteur de l'assassinat de Sophie. Il reconnaît sa culpabilité, ainsi que pour les cinq attaques dont les policiers le soupçonnent. Il admet aussi avoir commis six autres attaques, à Annemasse et à Genève, entre la fin des années 1980 et janvier 1991,,,,.
Le 26 mars 1991, Vallière, 23 ans, est inculpé pour assassinat, tentative de meurtre, tentative de viol aggravé, agressions sexuelles, menaces de mort et séquestration puis placé en détention provisoire, à la maison d'arrêt de Grenoble-Varces,,,,.

Son arrestation est incompréhensible pour sa mère et deux anciennes petites-amies. Il choisit comme avocate  Jane Canet-Fischer ; elle est surprise de voir un tueur en ce « garçon au visage d'ange ». Son père coupe tout lien avec lui, selon la déclaration de Me Canet-Fischer.

« Je ne veux plus jamais entendre parler de mon fils. D'ailleurs, ce n'est plus mon fils. Il a déshonoré mon nom. »

— M. de Vallière
La défense de Vallière s'appuie sur le fait que ses passages à l'acte sont liés à un dédoublement de la personnalité, qui entraînerait une irresponsabilité pénale et une impossibilité à être jugé. Les experts psychiatres réfutent cet argument ; ils estiment que la préparation des faits et l'attitude de Vallière vont à l'encontre d'une abolition du discernement,.
En février 1993, Vallière est condamné à sept ans de prison pour trois des agressions sexuelles aggravées,,.

## Procès et condamnation

### Jugement en première instance
Le 6 décembre 1993, s'ouvre le procès, devant la cour d'assises d'Annecy, pour l'assassinat de Sophie Bouvier, la tentative de meurtre de Stéphanie et la tentative de viol de Nathalie. Il est alors âgé de 26 ans,,.
Vallière surprend par sa maigreur : il mesure 1,83 m pour 60 kg. Lorsque Guillaume lui demande pour quelle raison il a noyé Sophie, l'accusé répond que l'eau est un fantasme. Il explique avoir fait couler de l'eau froide, pour noyer la fillette ; puis il modifie sa version, dit avoir fait couler de l'eau tiède, pour adoucir ses derniers instants.
Au moment du procès, les débats contre les assassins et violeurs d'enfants sont nombreux, après les arrestations de Michel Sydor et Patrick Tissier, déjà condamnés pour meurtres par le passé. On évoque la future mise en application de la perpétuité incompressible en France pour ce genre de criminels.
Lors du procès, il avouera au total dix agressions, toutes commises sur de très jeunes filles ou des jeunes femmes, et organisées selon un même " scénario ".
Lors des réquisitions, l'avocat général requiert la peine maximale encourue : réclusion criminelle à perpétuité, assortie d'une période de sûreté de trente ans. L'avocate de l'accusé demande des circonstances atténuantes, en raison du viol subi dans son enfance et de l'indifférence de ses parents à l'agression,,,,.
Le 9 décembre 1993, Vallière est condamné à la réclusion criminelle à perpétuité assortie d'une période de sûreté de 30 ans,,,,.

### Pourvoi en cassation
Vallière et Me Canet-Fischer forment un pourvoi en cassation.
La Cour de cassation annule le verdict, le 12 octobre 1994, sous le motif que la période de sûreté de trente ans ne peut s'appliquer pour les crimes antérieurs à la Décision n° 86-215 DC du 3 septembre 1986. La Chambre criminelle réduit la période de sûreté à vingt-deux ans : c'est la peine maximale prévue lors de la commission des faits. Vallière ne sera cependant pas rejugé pour ces faits, la Cour estimant que seule la peine nécessite d'être revue : on parle alors de cassation sans renvoi,,.
Mme Bouvier et Stéphanie contestent cette décision mais, le 29 mars 1995, les oppositions sont déclarées irrecevables par la Cour de cassation.

## Vie en prison
Libérable depuis 2013, Vallière est toujours incarcéré à cette date et purge sa peine au Centre de détention de Melun,,.

## Expertise psychiatrique
Le docteur Jean-Bernard Lemmel est l'un des psychiatres chargés de l'évaluer. Il déclare au Dauphiné libéré : « Sans être délirant ni hallucinatoire, il révélait une perversion de structure profonde, c’est d’ailleurs le seul homme que j’ai rencontré que j’ai qualifié de pervers incurable, un trouble de la personnalité assez fort qui est difficile à soigner ». Les expertises le qualifièrent également de « pervers incurable ». Lors du procès en 1993, l'expert psychiatre appelé à la barre, Jean-Bernard Lemmel, appelé à la barre livre son analyse :

« Lucien-Gilles de Vallière présente un état dangereux, gravissime, car il met son intelligence et sa méticulosité obsessionnelle au service de sa perversion. Il n'existe en l'état actuel de la psychiatrie aucun traitement pour la perversion ; il n'est donc ni curable ni réadaptable. »

— Jean-Bernard Lemmel

## Documentaires télévisés
- « Gilles de Vallière, L'assassin aux cordelettes » le 8 février 2015 dans Faites entrer l'accusé présenté par Frédérique Lantieri sur France 2.
- « Le tueur à la cordelette » le 7 mai 2022 dans Au bout de l'enquête, la fin du crime parfait ? présenté par Marie Drucker sur France 2.

## Émissions radiophoniques
- « Le Monstre d'Annemasse » le 15 février 2018 dans L'Heure du crime présenté par Jacques Pradel sur RTL.
- « Gilles de Vallière, le « pervers » d'Annemasse » le 15 février 2021 et le 21 janvier 2022 dans Hondelatte raconte présenté par Christophe Hondelatte sur Europe 1.
- « Affaire Lucien-Gilles de Vallière : qui est vraiment le « monstre d'Annemasse » ? » le 26 septembre 2022 dans L'Heure du crime présenté par Jean-Alphonse Richard sur RTL.